# Střezovská rokle
Střezovská rokle je přírodní památka východně od obce Březno a severně od Střezova v okrese Chomutov. Důvodem ochrany geologické lokality je strž vytvořená erozivní činnosti vody v píscích, jílech a tufech, ve které roste řada chráněných druhů rostlin.

## Historie
Chráněné území poprvé vyhlásil okresní národní výbor v Chomutově dne 15. června 1966 jako chráněný přírodní výtvor. Znovu jej ve stejné kategorii vyhlásil 27. dubna 1990. Přírodní památka je v Ústředním seznamu ochrany přírody evidována pod číslem 420. Spravuje ji Krajský úřad Ústeckého kraje. V roce 2016 bylo odstraněno velké množství nepůvodních dřevin: modřín opadavý (Larix decidua), borovice černá (Pinus nigra), borovice Banksova (Pinus banksiana), borovice vejmutovka (Pinus strobus) a trnovník akát (Robinia pseudacacia). Až do roku 2024 se počítá s pravidelnými kosením třtiny křovištní a chemickým ošetřováním výmladků akátu.

## Přírodní poměry
Přírodní památka s rozlohou 17,551 hektaru leží nadmořské výšce 272–315 metrů. Nachází se v katastrálním území Březno u Chomutova.

### Abiotické faktory
Geologické podloží Střezovské rokle tvoří převážně oligocenní až miocenní sedimentární horniny (písky, štěrky a jíly) severočeské hnědouhelné pánve. V jižní polovině rokle usazeniny přechází ve třetihorní vulkanoklastika bazaltových hornin a jižní cíp území zasahuje až do malé oblasti olivinických bazaltů, jejichž jádro se nachází pod Střezovem. V geomorfologickém členění Česka leží lokalita v Mostecké pánvi, konkrétně v podcelku Chomutovsko-teplická pánev a okrsku Březenská pánev.
Jádro chráněného území tvoří 1,5 kilometru dlouhá a až dvacet metrů hluboká rokle s četnými bočními rameny, kterou vyhloubila erozivní činnost povrchové vody. Povrch sedimentů je na některých místech překryt tenkou vrstvou železitého pískovce a jíl vytváří na stěnách rokle povlaky, závěsy a splazy. Na slínovém podkladu se vyvinul půdní typ smonice modální, ale do některých bočních ramen v severovýchodní části rokle zasahuje od severu černozem modální vzniklá na spraších.
V rámci Quittovy klasifikace podnebí Střezovská rokle leží v teplé oblasti T2, pro kterou jsou typické průměrné teploty −2 až −3 °C v lednu a 18–19 °C v červenci. Roční úhrn srážek dosahuje 550–700 milimetrů. Území odvodňuje bezejmenná sezónní vodoteč do Černovického potoka (též Hutná), který se u Žatce vlévá do Ohře.

### Flóra
Rostlinná společenstva se ve Střezovské rokli různí podle konkrétních poloh. Horní okraje a svahy porůstají teplomilné dřeviny, zatímco na dně převažují vlhkomilné druhy rostlin. Často se vyskytují také ruderální rostliny, které byly do rokle zavlečeny při nelegálním ukládání odpadu. V lesních porostech převažuje borovice lesní (Pinus sylvestris), dub letní (Quercus robur) a bříza bělokorá (Betula pendula).
Mezi vzácné a ohrožené druhy rostlin, které v rokli rostou, patří kosatec žlutý (Iris pseudacorus), kociánek dvoudomý (Antennaria dioica), kozinec dánský (Astragalus danicus), vemeník dvoulistý (Platanthera bifolia), zeměžluč okolíkatá (Centaurium erythraea), myší ocásek nejmenší (Myosurus minimus), hvězdnice zlatovlásek (Aster linosyris), pelyněk pontický (Artemisia pontica) a rozrazil rozprostřený (Veronica prostrata). Z mechorostů se vyskytuje stěkovec zakřivený (Riccardia incurvata) a z lišejníků dutohlávka Cladonia convoluta.

### Fauna
Zvířena nebyla ve Střezovské rokli až na výjimky zkoumána, ale z ohrožených obratlovců v ní žije ještěrka obecná (Lacerta agilis) a slepýš křehký (Anguis fragilis), z ptáků slavík obecný Luscinia megarhynchos), ťuhýk obecný (Lanius collurio) a žluva hajní (Žluva hajní). Z významných druhů hmyzu byla zaznamenána šídlatka brvnatá (Lestes barbarus), saranče modrokřídlá (Oedipoda caerulescens), saranče čárkovaná (Stenobothrus lineatus) a kobylka dubová (Meconema thalassinum).

## Přístup
Chráněné území je volně přístupné ze severního okraje Střezova. Severozápadní okraj rokle míjí cyklostezka, po které je vedena cyklistická trasa č. 3080 z Celné do Vikletic.